# Audhali

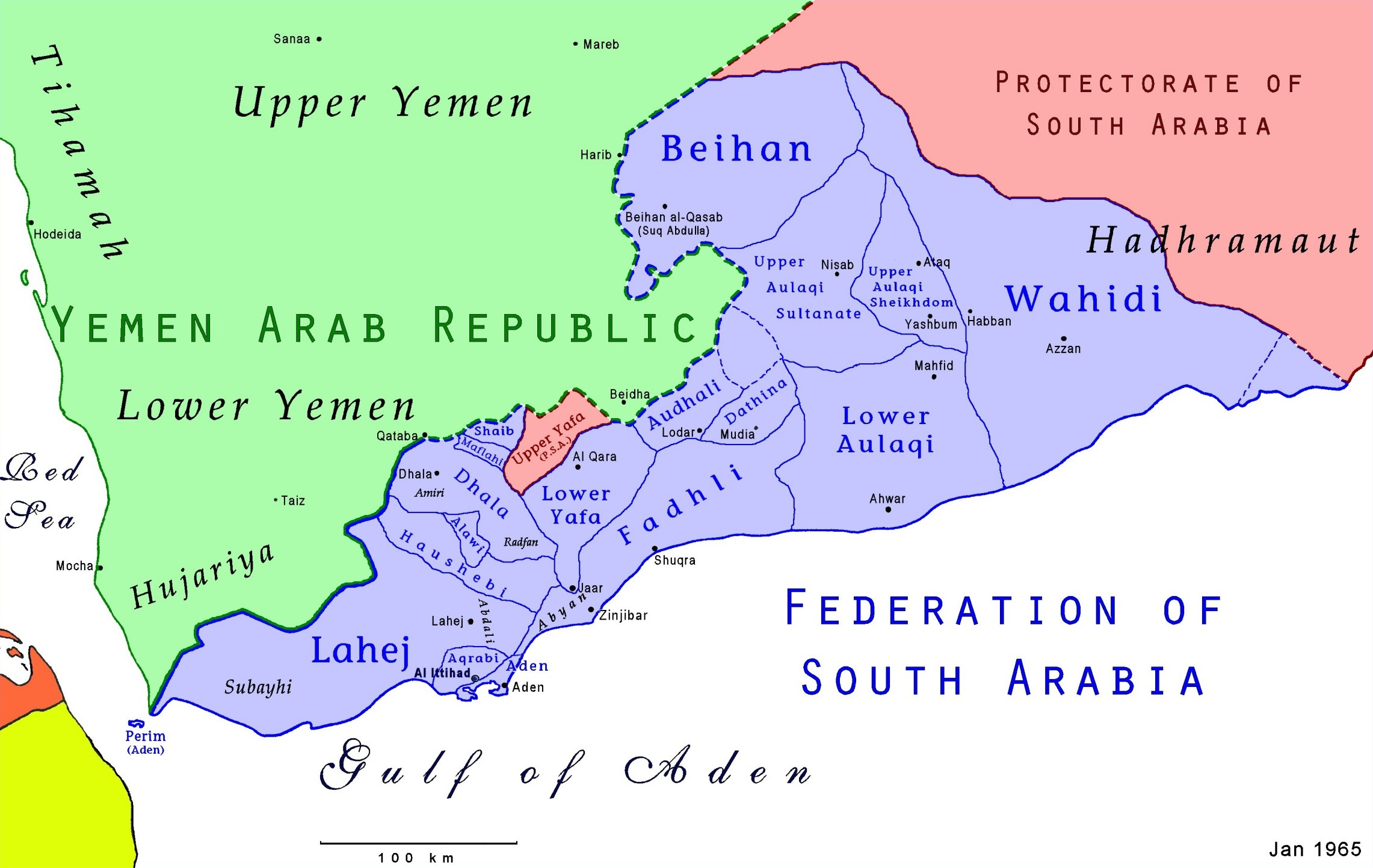
Karte der Südarabischen Föderation

Das Sultanat Audhali (arabisch سلطنة العوذلي, DMG Salṭanat al-ʿAwḏalī) war ab 1963 ein Staat innerhalb der Südarabischen Föderation, nachdem es kurzzeitig (von 1959 an) zur Föderation der Arabischen Emirate des Südens gehört hatte. Seine Hauptstadt war Zarah. Der letzte Sultan war Salih ibn al-Husain ibn Dschabil al-Audhali. Das Sultanat ging 1967 in der Volksdemokratischen Republik Jemen auf. Das Gebiet ist heute Teil der Republik Jemen.